# Мексиканска кухня
Мексиканска кухня (на испански: Gastronomía de México) е общото название на националната кухня на Мексико, представляваща сама по себе си синтез от ацтекски и испански кулинарни традиции. Самите испански традиции се формират извън границите на континентална Европа и мавританския Изток (мексиканското бурито напомня на питката Шаверма).
Основните продукти в кухнята на Мексико са: боб, царевица, домати, картофи, чушки, свинско месо, пилешко месо и др. Царевицата е традиционно зърно в Мексико, като се консумира прясна, на кочан, и като компонент в редица ястия и салати. Най-много се използва обаче за направата на тесто за „tamales“ – популярни мексикански питки, „gorditas“, както и много други тестени изделия на царевична основа.
След царевицата, оризът е най-често използваното зърно в мексиканската кухня. Според писателя-кулинар Карън Хърш Грабер, пренасянето на ориза в Испания от Северна Африка, през ХVI век, довежда до пренасянето му в Мексико, през пристанището на Вера Круз, през 1520 година.
Основата съставка на кухнята на Мексико е питката Тортиля (на испански: Tortillas) (направена традиционно от царевично брашно) с подправки, сред които първо място заемат чили чушките (визитна картичка на мексиканската кухня) и Салцата.
От тортиля се приготвят различни, завити с пълнеж ястия: бурито, чимичанги, и енчилада. Те се поднасят към салати от плодове и зеленчуци, най-характерен от които е Гуакамоле (пастообразен сос от авокадо с добавени домати, лук и чушки серано).
Най-важните и често използвани подправки в мексиканската кухня, са чили на прах, кимион, риган, кантарион, канела и какао. Много мексикански ястия съдържат чесън и кромид лук.

## История
Когато испанските Конкистадори пристигат в ацтекската столица Теночтитлан (сега град Мексико), те установяват, че основно местните жители се хранят предимно с базирани на царевица ястия и билки, които обикновено се допълват от боб и домати, какао, ванилия, авокадо, гуава, папая, ананас, тиква, сладки картофи, фъстъци, риба и много други.
През 20-те години на XV век, испанските конквистадори пристигат в Мексико, като водят със себе си разнообразни животни, в това число едър рогат добитък, пилета, кози, овце и свине. Също така за първи път на континента пристигат някои зърнени култури, като ориз, пшеница и ечемик, донесени са зехтин, бадеми, вино, магданоз, и много различни подправки. В крайна сметка донесените от испанците нови продукти, както и влиянието на испанската кухня, в крайна сметка оказват влияние във формирането на местните ястия и в мексиканската кухня като цяло.